# Psydrax austro-orientalis
Psydrax austro-orientalis är en måreväxtart som först beskrevs av Alberto Judice Leote Cavaco, och fick sitt nu gällande namn av Aaron Paul Davis och Diane Mary Bridson. Psydrax austro-orientalis ingår i släktet Psydrax och familjen måreväxter. Inga underarter finns listade i Catalogue of Life.